# M36 Jackson
De M36 Jackson (officieel 90mm Gun Motor Carriage M36) was een Amerikaanse tankjager in de Tweede Wereldoorlog.

## Ontwikkeling
Met de opkomst van zware Duitse tanks (zoals de Panther en de Tiger) voldeed de standaard Amerikaanse tankjager, de M10 Wolverine niet meer, voornamelijk door het te lichte geschut. Daarom begon men in september 1942 aan het ontwerpen van een betere opvolger. De nieuwe tankjager zou een zwaarder 90 millimeter antitankkanon krijgen, waardoor er achter in de koepel een tegengewicht aangebracht moest worden. De koepel was open aan de bovenkant, waardoor de bemanning een beter overzicht had en ook gewicht bespaard werd. Daar stond wel tegenover dat de bemanning kwetsbaar was voor mortier- en geweervuur. Als verdediging tegen infanterie beschikte de M36 over een 12,7 mm machinegeweer.
De M36 had een 5-koppige bemanning, de commandant, lader en schutter in de koepel, en in de romp zaten de bestuurder en de radiobediener.
In totaal zijn er van de M36 Jackson 1298 gebouwd. De eerste kanonnen van de M36 Jackson werden nog geleverd zonder mondingsrem, latere naoorlogse modellen kregen zoals de M26 Pershing een mondingsrem. Later werd de open koepel met twee pantserplaten gesloten, om de bemanning beter te beschermen.

## Operationele Geschiedenis
De M36 Jackson kwam voor het eerst in actie in Europa in september 1944. Het 90 mm kanon van de M36 Jackson presteerde beter dan dat van de M10 Wolverine, maar er vielen veel slachtoffers onder de bemanningen, door de open geschutskoepel. De M36 was wel een van de weinige geallieerde voertuigen die Duitse tanks van op afstand kon uitschakelen.
De laatste M36 Jacksons zagen dienst in Joegoslavië in de jaren negentig, vijftig jaar na het eerste ontwerp. Deze Joegoslavische M36's waren voorzien van Russische dieselmotoren van 500 pk.

## Varianten
- M36: 90 mm kanon en koepel op 3 inch GM M10A1 romp ( M4A3 chassis), 1298 gebouwd/omgebouwd
- M36B1: 90 mm kanon en koepel op M4A3 romp en chassis, 187 gebouwd/omgebouwd
- M36B2: 90 mm kanon en koepel op 3 inch GM M10 romp ( M4A2 chassis), dieselmotor, 287 gebouwd/omgebouwd